# Un tramway nommé Désir (film)
Pour les articles homonymes, voir Un tramway nommé Désir (homonymie).
Pour plus de détails, voir Fiche technique et Distribution.
Un tramway nommé Désir (A Streetcar Named Desire) est un film dramatique américain réalisé par Elia Kazan, sorti le 18 septembre 1951. Adaptation de la pièce de théâtre du même nom écrite par Tennessee Williams, lauréate du Prix Pulitzer, le film raconte l'histoire d'une enseignante du Mississippi, archétype de la Southern belle, Blanche DuBois, qui, après plusieurs drames personnels, trouve refuge chez sa sœur Stella et son beau-frère Stanley dans leur immeuble délabré de La Nouvelle-Orléans.
Tennessee Williams collabore avec Oscar Saul et Elia Kazan afin d'adapter sa pièce pour le grand écran. Marlon Brando, Kim Hunter et Karl Malden reprennent les rôles qu'ils tenaient dans la pièce. Bien que Jessica Tandy soit l'interprète originale de Blanche, c'est finalement la renommée Vivien Leigh qui est choisie pour le film. À la sortie du film, Marlon Brando, pratiquement inconnu lors de la pièce, devient immédiatement une star majeure du cinéma hollywoodien, un véritable Sex-symbol, et reçoit la première de ses quatre nominations consécutives à l'Oscar du meilleur acteur. Vivien Leigh, elle, remporte son second Oscar de la meilleure actrice pour le rôle de Blanche DuBois, douze ans après le premier.
Le film rapporte plus de quatre millions de dollars au box-office américain et canadien lors de sa sortie en 1951, ce qui en fait le cinquième plus grand succès de l'année. Il reçoit dix nominations aux Oscars de 1952 et en remporte quatre dont trois dans les catégories d'acteurs (meilleure actrice pour Leigh, meilleur acteur dans un second rôle pour Karl Malden et meilleure actrice dans un second rôle pour Kim Hunter).
En 1999, le film est sélectionné par la Bibliothèque du Congrès pour être conservé dans la National Film Registry américaine, étant jugé « culturellement, historiquement ou esthétiquement significatif ».

## Synopsis
Blanche Dubois, une professeure d'anglais du Mississippi arrive à la Nouvelle Orleans. Elle prend un tramway nommé "Désir" jusqu'au quartier français où habite sa sœur Stella dans un petit appartement miteux avec son mari Stanley Kowalski, un ouvrier brutal et grossier. Blanche annonce à sa sœur qu'elle a quitté son emploi à cause de l'anxiété et souhaiterait être hébergée le temps d'en retrouver un. Stella accepte mais les manières distinguées de Blanche sont en totale opposition avec celles de Stanley, chacun n'hésitant jamais à critiquer l'autre.
Blanche leur explique que la maison familiale des Dubois, Belle Rêve, a été saisie et qu'elle s'est retrouvée veuve très jeune après le suicide de son mari. Lorsque Stanley suspecte qu'elle posséderait un héritage, Blanche lui montre le document de saisie mais son beau-frère n'hésite pas à fouiner et trouve d'autres lettres que Blanche décrit comme des poèmes de son ancien mari. Stanley se justifie en disant qu'il cherche à mettre sa famille à l'abri car Stella est enceinte. 
Un peu plus tard, Blanche rencontre Mitch, un ami de Stanley, dont les manières sont proches des siennes et tombent éperdument amoureux. Durant une nuit où Stanley et ses amis jouent au poker, Stanley, ivre, gifle Stella et les deux femmes se réfugient chez leur voisine, Eunice Hubell. Sa colère passée, Stanley crie de chagrin pour qu'elle revienne et Stella, amoureuse, y consent. Le lendemain, profitant d'une absence de Stanley, Blanche tente de convaincre sa sœur de le quitter, le qualifiant d'homme bête. 
Les mois s'écoulent et la tension s'accumule entre Blanche et son beau-frère. La relation entre elle et Mitch est au beau fixe mais Blanche, anxieuse, décline sa proposition de mariage. Pendant ce temps, Stanley découvre que Blanche s'est fait renvoyer pour avoir couché avec un élève mineur et en informe Mitch. Au cours du dîner, Stanley le révèle à Stella sous l’œil de Blanche mais tous deux doivent partir à l'hôpital lorsque Stella commence à avoir des contractions. 
Pendant leur absence, Mitch confronte Blanche qui se confond en excuses et lui demande pardon mais l'homme, humilié, la quitte. Dans la nuit, Stanley rentre de l'hôpital où sa femme est toujours en train d'accoucher. Blanche lui explique qu'elle a reçu l'appel d'un ancien admirateur qui l'invite pour une croisière dans les Caraïbes et qu'elle s'est habillée pour l'occasion. Décelant le mensonge, Stanley la maltraite et la viole. À la suite de cela, Blanche s'enferme dans son rôle et finit par croire réellement à ce voyage imaginaire. 
Quelques semaines plus tard, durant une énième partie de poker, des médecins arrivent à l'appartement. Blanche a tenté d'expliquer à Stella ce qui s'était passé mais sa sœur ne la croit pas. Les médecins emmènent Blanche dans un hôpital psychiatrique et Mitch, toujours amoureux, se bat avec Stanley qu'il juge responsable avant d'être repoussé par les autres joueurs. Comprenant que Blanche lui a dit la vérité, Stella prend son bébé avec elle et, déterminée à quitter son mari, se rend à l'appartement d'Eunice, 

## Fiche technique
- Titre : Un tramway nommé Désir
- Titre original : A Streetcar Named Desire
- Réalisation : Elia Kazan
  - Premier assistant réalisateur : Don Alvarado
- Scénario : Oscar Saul (en) et Tennessee Williams, d'après sa pièce de théâtre Un tramway nommé Désir
- Photographie : Harry Stradling Sr.
- Musique : Alex North
- Décors : Richard Day
- Costumes : Lucinda Ballard
- Montage : David Weisbart
- Production : Charles K. Feldman
- Société de production : Warner Bros.
- Société de distribution : Warner Bros.
- Pays d'origine :  États-Unis
- Langue originale : anglais
- Format : noir et blanc - 1,33
- Genre : drame
- Durée : 122 minutes (version censurée) ; 125 minutes (version intégrale)
- Dates de sortie :
  - États-Unis : 18 septembre 1951
  - France : 16 janvier 1952
- Affiches : Macario Gómez Quibus (Espagne), Bill Gold (États-Unis), Jouineau Bourduge (France)

## Distribution

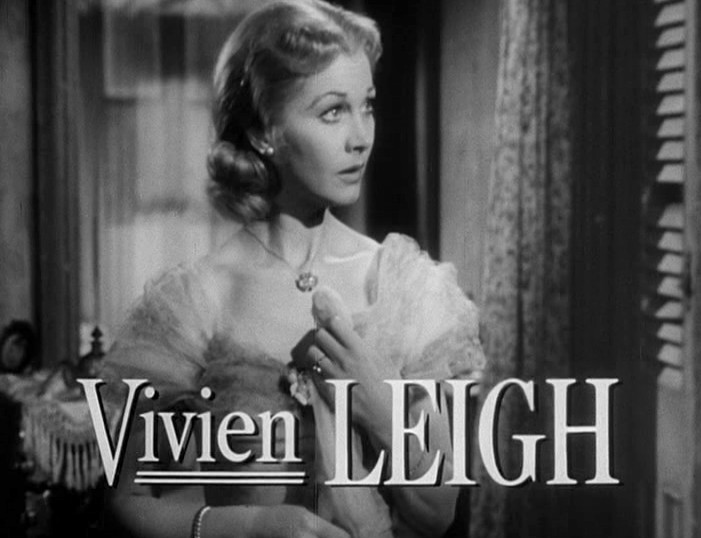
Vivien Leigh dans le film.

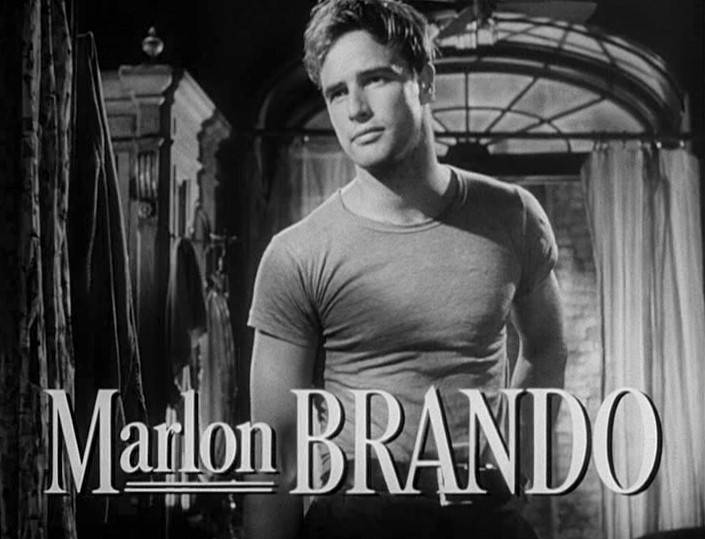
Marlon Brando dans le film.

Note : entre parenthèses : doublage de 1952 / nouveau doublage de 1997
- Vivien Leigh (VF : Jacqueline Porel / Julie Gayet) : Blanche DuBois
- Marlon Brando (VF : Yves Vincent / Mathias Kozlowski) : Stanley Kowalski
- Kim Hunter (VF : Mony Dalmès / Anne Parillaud) : Stella Kowalski
- Karl Malden (VF : Robert Dalban) : Harold « Mitch » Mitchell
- Rudy Bond (VF : Jean Clarieux) : Steve Hubbel
- Nick Dennis (VF : André Bervil) : Pablo Gonzales
- Peg Hillias (VF : Marie Francey) : Eunice Hubbel
- Richard Garrick (VF : Jacques Berlioz) : le médecin
- Wright King : le jeune collectionneur
- Mickey Kuhn : le marin
- Edna Thomas : la mexicaine
- Ann Dere (VF : Mona Dol) : la matronne
- Chester Jones : un vendeur de rue
- Marietta Canty : une femme noire
- John B. Williams : un vendeur
- Ira Buck Woods : un vendeur
- John Gonatos : un vendeur
- Charles Wagenheim : un passager
- Maxie Thrower : un passager
- Lylie Latell (VF : Raymond Destac) : un policier
- Mel Archer :

## Production

### Inspiration
Le titre de ce film aurait été inspiré par la « Desire Street », une rue de La Nouvelle-Orléans, elle même nommée d'après Désirée Gautier de Montreuil Labarre (1796-1874), une personnalité créole.

### Choix des interprètes
Le réalisateur Elia Kazan avait auparavant dirigé la pièce éponyme sur scène avec le même trio d'acteurs (Marlon Brando, Kim Hunter et Karl Malden). Mais, à l'époque, c'était Jessica Tandy (plus tard connue pour son rôle dans Miss Daisy et son chauffeur de Bruce Beresford, rôle pour lequel elle remporta un Oscar) qui tenait le rôle de Blanche DuBois. Elia Kazan avait prévu que Jessica Tandy reprenne son rôle dans l'adaptation, rôle pour lequel elle avait remporté un Tony Award, mais le producteur Charles K. Feldman insiste pour choisir une actrice plus connue, plus bankable.
Le rôle de Blanche DuBois est alors d'abord proposé aux actrices Bette Davis et Olivia de Havilland, qui ont toutes deux refusé, la seconde étant enceinte. Vivien Leigh, qui avait déjà joué Blanche dans la production londonienne de la pièce (dirigée par son mari Laurence Olivier) est finalement choisie. Pour Marlon Brando, Jessica Tandy n'avait pas « la finesse ou la féminité que le rôle exigeait, ni la fragilité que Tennessee envisageait ». L'acteur voyait le personnage de Blanche comme « pure », « un papillon brisé, doux et délicat » : Brando note dans ses mémoires que Vivien Leigh était parfaite dans son rôle de Blanche, « de plein de façons, elle était Blanche ». Plus loin, il dit qu' « elle [Vivien Leigh] était d’une beauté mémorable. L’une des grandes beautés de l’écran, mais elle était aussi vulnérable, et sa propre vie ressemblait beaucoup à celle du papillon blessé du Tennessee. »
Toujours selon l'acteur, durant le tournage du film, Vivien Leigh commençait à se « se dissoudre mentalement et à s'effilocher physiquement ». En effet, Leigh trouve le rôle épuisant et dit au Los Angeles Times que Blanche DuBois « is in command of me » (« me domine »).

### Tournage
Outre les scènes d'ouverture et de clôture, tournées sur place à La Nouvelle-Orléans, le film est entièrement tourné dans les Warner Bros. Studios à Burbank (Californie). L'ensemble de l'appartement de Kowalski est conçu pour paraître progressivement plus petit au cours du film, afin de refléter le sentiment de claustrophobie des personnages.
Pour la scène d'ouverture, le numéro 922 est choisi pour être le tramway qui dépose Blanche. Ce tramway est toujours en service sur la ligne de tramway Saint-Charles.
Marlon Brando est torse nu dans l'une des premières scènes du film : il s'agit de la première fois qu'un acteur principal se montre torse nu dans un film hollywoodien. Cette scène devient un mythe du cinéma.

### Montage
Pour éviter une condamnation de la Ligue pour la vertu (Legion of Decency), le studio Warner Bros. ordonna au monteur du film de réaliser un total de 12 coupes (soit environ 4 minutes de film), sans tenir au courant le réalisateur Elia Kazan, qui n'avait pas les droits de final cut à l'époque.
Les morceaux coupés ont été retrouvés en 1989 et réintégrés au film. En 1993, Warner Bros. a ressorti le film dans son intégralité.[réf. souhaitée]

## Distinctions
Oscars 1952 :
- Oscar de la meilleure actrice pour Vivien Leigh
- Oscar de la meilleure actrice dans un second rôle pour Kim Hunter
- Oscar du meilleur acteur dans un second rôle pour Karl Malden
- Oscar de la meilleure direction artistique

Mostra de Venise 1951 :
- Coupe Volpi de la meilleure interprétation féminine pour Vivien Leigh

## Autour du film

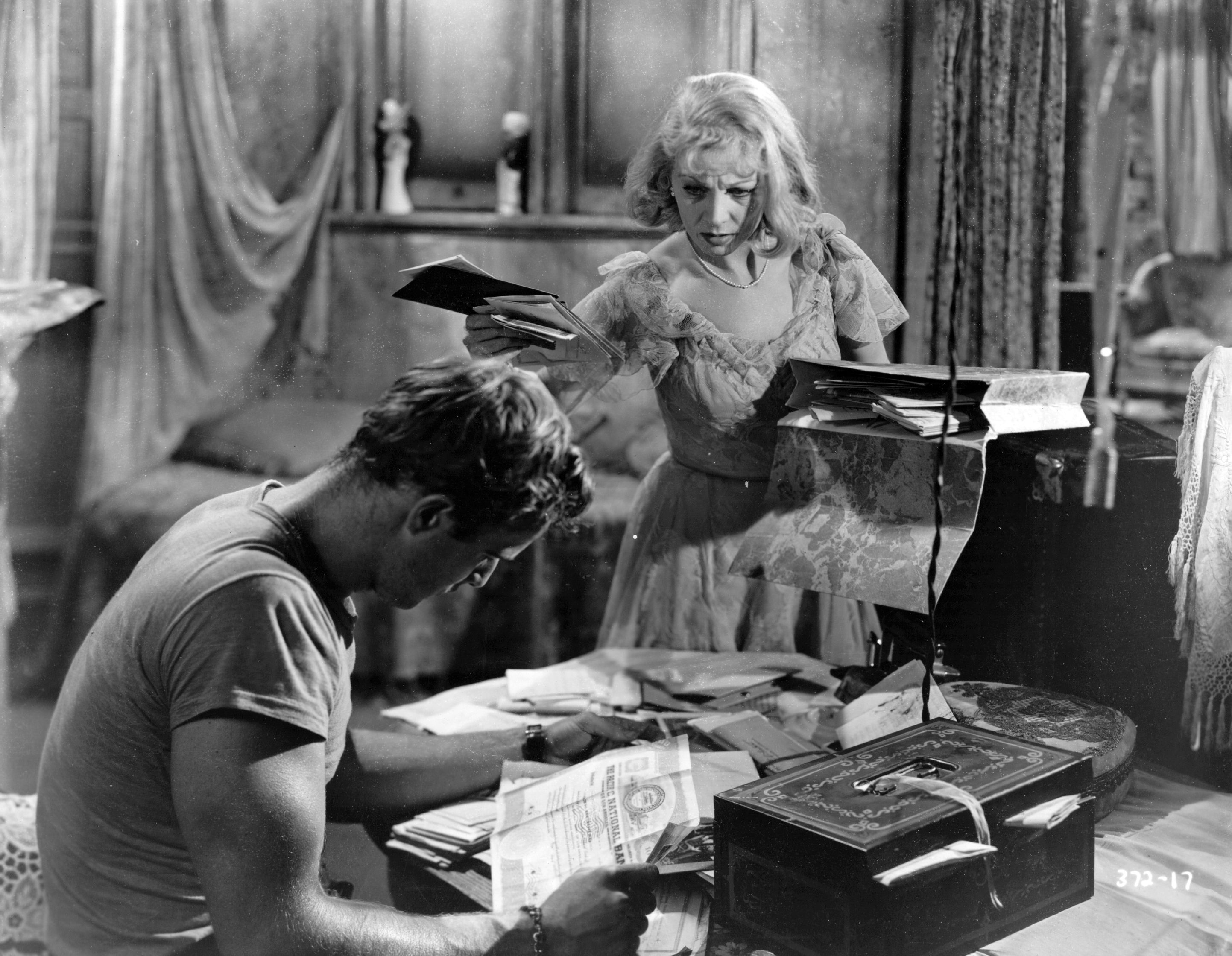
Marlon Brando et Vivien Leigh dans une scène du film.

- Un tramway nommé Désir est un film mythique qui annonce l'irruption des pulsions sexuelles dans l'univers cinématographique hollywoodien, jusque-là très feutré.[réf. souhaitée]
- Les clairs-obscurs expressifs et pathétiques d'Elia Kazan isolent les corps et les sentiments dans un appartement d'un ancien hôtel délabré. Marlon Brando, en symbole sexuel virilisé, s'oppose à une superbe Vivien Leigh, sensuelle et éthérée, qui sombre inexorablement dans la folie.[réf. souhaitée]
- Ce film annonce la naissance officielle du style Actors Studio au cinéma[10].

## Dans la culture populaire
- La trame d’Un tramway nommé Désir a été reprise dans le film Blue Jasmine (2013) de Woody Allen[11].